# Anthony von Sourozh
Metropolit Anthony (Antonij) von Sourozh (russisch Антоний Сурожский, bürgerlich Андрей Борисович Блум, Andrei Borissowitsch Blum, auch in der englischen Schreibweise Bloom; * 6. Junijul. / 19. Juni 1914greg. in Lausanne; † 4. August 2003 in London) war Bischof der Diözese von Surosch der russisch-orthodoxen Kirche im Vereinigten Königreich und in Irland.
Er wurde in Lausanne in der Schweiz geboren. Seine frühe Kindheit verbrachte er in Russland und Persien; sein Vater Boris Blum gehörte dem Diplomatischen Korps des Russischen Reichs an. Seine Mutter Xenia (1889–1958) war die Schwester des Komponisten Alexander Skrjabin. Während der Oktoberrevolution musste die Familie Persien verlassen und ließ sich in Paris nieder, wo der zukünftige Metropolit seine Ausbildung erhielt, Abschlüsse in Physik, Chemie und Biologie erwarb und schließlich an der Universität von Paris in Medizin promovierte.
Bevor er 1939 als Chirurg der französischen Armee an die Front ging, legte er heimlich das Mönchsgelübde der Russischen Orthodoxen Kirche ab. 1943 empfing er die Mönchsweihe und erhielt den Namen Anthony. Während der deutschen Besatzung Frankreichs arbeitete er als Arzt und nahm am französischen Widerstand teil. Nach dem Krieg arbeitete er weiter als Arzt, bis er 1948 zum Priester geweiht und als Geistlicher zur Bruderschaft St. Alban und St. Sergius nach England geschickt wurde. 1950 wurde er zum Vikar der Russischen Gemeinde in London, 1957 zum Bischof und 1962 zum Erzbischof der Russischen Orthodoxen Kirche in Großbritannien und Irland (Diözese von Surosch) berufen. 1963 wurde er zum Exarchen des Moskauer Patriarchats in Westeuropa ernannt und 1966 in den Rang eines Metropoliten erhoben. Auf eigenen Wunsch gab er 1974 das Exarchat ab, um sich ganz seinen pastoralen Aufgaben in der wachsenden Gemeinde seiner Diözese sowie all denen, die ihn um Rat und Hilfe aufsuchten, widmen zu können.

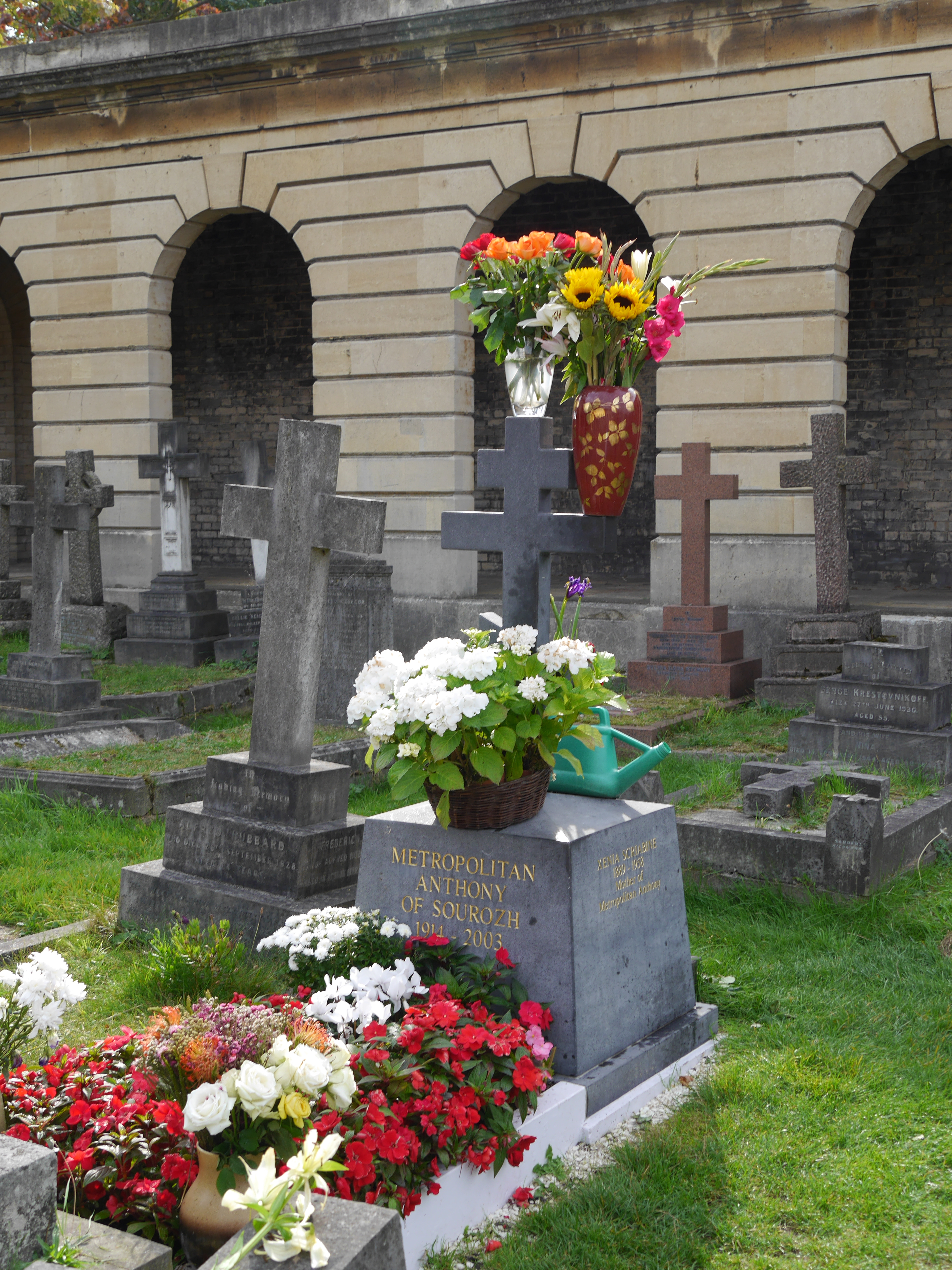
Grab des Metropoliten Anthony

Metropolit Anthony erhielt die Ehrendoktorwürde der Universität Aberdeen („für seine Verdienste um die Verkündigung des Wortes Gottes und die Erneuerung des geistlichen Lebens im Lande“), der Moskauer Geistlichen Akademie, der Universität Cambridge und der Kiewer Geistlichen Akademie. Seine ersten Bücher über das Gebet und das geistliche Leben (Lebendiges Beten: Weisungen, Herder 1976) erschienen in England; heute werden seine Werke in großer Zahl in Russland veröffentlicht, sowohl als Bücher als auch in Zeitschriften. Metropolit Anthony steht seit längerer Zeit im Ruf der Heiligkeit.

## Werke
- Living prayer (1966)
- Beginning to pray (1970)
- God and man (1971)
- Meditations on a theme: a spiritual journey (1972)
- Courage to pray (1973)
- The essence of prayer (1986)
- Encounter (2005)
- The Living Body of Christ (2007)
- Coming Closer to Christ: on Confession (2009)